# Aleksandr Maksimenko
Pour les articles homonymes, voir Maksimenko.
Aleksandr Vladimirovitch Maksimenko (en russe : Александр Владимирович Максименко), né le 19 mars 1998 à Rostov-sur-le-Don en Russie, est un footballeur russe. Il joue actuellement au poste de gardien de but au Spartak Moscou.

## Biographie

### Carrière en club
Né à Rostov-sur-le-Don en Russie, Aleksandr Maksimenko est formé au Spartak Moscou, qu'il rejoint en 2013. Il intègre pour la première fois le groupe professionnel lors de l'été 2016, lors de la préparation d'avant-saison. Il joue son premier match avec l'équipe première le 25 octobre 2017, lors d'une rencontre de Coupe de Russie face au FK Spartak Naltchik. Il est titulaire dans le but du Spartak ce jour-là et son équipe s'impose sur le score de cinq buts à deux. 
Maksimenko fait sa première apparition en Premier-Liga le 28 juillet 2018 face au FK Orenbourg, lors de la première journée de la saison 2018-2019. Il est titulaire lors de ce match que son équipe remporte (1-0). Maksimenko poursuit dans le but du Spartak les journées suivantes, gardant notamment son but inviolé lors des quatre premières journées de championnat, et devient titulaire au fil du temps au détriment d'Aleksandr Selikhov (en) et d'Artiom Rebrov, en concurrence jusque là pour une place de titulaire. Le 8 août 2018, Maksimenko fait sa première apparition en Ligue des champions face au PAOK Salonique. Il est titularisé et son équipe s'incline par trois buts à un.

### Carrière internationale
Aleksandr Maksimenko est à plusieurs reprises sélectionné avec l'équipe de Russie des moins de 17 ans. Avec cette sélection, il participe au championnat d'Europe des moins de 17 ans en 2015, où il officie comme gardien titulaire. Lors de ce tournoi organisé en Bulgarie, les Russes vont jusqu'en demi-finale , en étant battus par l'Allemagne. Maksimenko est à nouveau le portier titulaire de la sélection des moins de 17 ans lors de la Coupe du monde des moins de 17 ans organisée la même année. Lors du mondial junior qui se déroule au Chili, la Russie s'incline en huitième de finale face à l'Équateur.
Il joue un total de six matchs avec l'équipe de Russie des moins de 19 ans, tous en 2016.
Aleksandr Maksimenko joue son premier match avec l'équipe de Russie espoirs le 7 septembre 2018, lors d'un match amical face à l'Égypte où il est titularisé avant d'être remplacé par Matvey Safonov. Les deux équipes font match nul ce jour-là (1-1).
Il est retenu avec cette sélection pour disputer le championnat d'Europe espoirs en 2021.

## Statistiques
| Saison                | Club                  | Championnat           | Championnat | Championnat | Coupe(s) nationale(s) | Coupe(s) nationale(s) | Compétition(s) continentale(s) | Compétition(s) continentale(s) | Compétition(s) continentale(s) | Total | Total |
| Saison                | Club                  | Division              | M.          | B.          | M.                    | B.                    | Comp.                          | M.                             | B.                             | M.    | B.    |
| 2017-2018             | Spartak Moscou        | D1                    | -           | -           | 1                     | 0                     | -                              | -                              | -                              | 1     | 0     |
| 2018-2019             | Spartak Moscou        | D1                    | 23          | 0           | 1                     | 0                     | C1+C3                          | 2+6                            | 0                              | 32    | 0     |
| 2019-2020             | Spartak Moscou        | D1                    | 29          | 0           | 3                     | 0                     | C3                             | 4                              | 0                              | 36    | 0     |
| 2020-2021             | Spartak Moscou        | D1                    | 29          | 0           | 2                     | 0                     | -                              | -                              | -                              | 31    | 0     |
| 2021-2022             | Spartak Moscou        | D1                    | 16          | 0           | 4                     | 0                     | C1+C3                          | 2+3                            | 0                              | 25    | 0     |
| 2022-2023             | Spartak Moscou        | D1                    | 2           | 0           | 6                     | 0                     | -                              | -                              | -                              | 8     | 0     |
| Total sur la carrière | Total sur la carrière | Total sur la carrière | 99          | 0           | 17                    | 0                     | -                              | 17                             | 0                              | 133   | 0     |

## Palmarès
Spartak Moscou
- Vainqueur de la Coupe de Russie en 2022.